# Ancistrocerus antilope
Ancistrocerus antilope (лат.) — вид одиночных ос (Eumeninae).

## Распространение
Палеарктика: от Западной Европы до Японии. Монголия, Афганистан, Малая Азия, Кавказ, Казахстан, Кыргызстан, Сибирь.

## Описание
Осы имеют длину от 10 до 16 мм. Чёрно-жёлтые. Низ боков заднегруди, бока и задняя поверхность промежуточного сегмента блестящие, с нежной сглаженной скульптурой. На брюшке самки сверху 3—4 полные и 1 сильно укороченная по бокам жёлтые краевые перевязи.